# Minojczycy

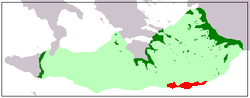
Strefa wpływów Minojczyków, Kreta zaznaczona na czerwono

Minojczycy – lud zamieszkujący w starożytności wyspę Kretę.

## Historia
Pierwsze udokumentowane ślady osadnictwa na Krecie pochodzą sprzed 9 tysiącleci.
Minojczycy przybyli dużo później, najprawdopodobniej z Azji Mniejszej, czyli zachodnich wybrzeży obecnej Turcji bądź z Afryki (według Evansa). Ich nazwa pochodzi od mitycznego króla Minosa.
Lud ten stworzył na Krecie zaawansowaną i bogatą cywilizację, nazywaną kreteńską lub minojską. Cywilizacja Minojczyków obecna była na wyspie przez przeszło 1000 lat. Jej rozkwit przypada na okres od II tysiąclecia p.n.e., kiedy wzniesione zostają pałace – centra władzy o wielu funkcjach. Ośrodki te legły w gruzach ok. 1700 p.n.e. prawdopodobnie wskutek kataklizmu spowodowanego falami tsunami. Nastąpiła II fala imigracji, być może z wybrzeży Libii. Nowe pałace zostały zniszczone ok. połowy XV w. p.n.e. Od tego czasu na Krecie rządzili już władcy greccy, Achajowie (Mykeńczycy), ok. 1100 p.n.e. zastąpieni przez inny lud grecki – Dorów.
Na wzniesieniu pod dzisiejszym Heraklionem zbudowano pierwsze lepianki. Część mieszkańców zamieszkiwała groty. Do ostrzy noży i strzał używano twardych skał i kamienia oraz obsydianu. Ludzie ci żyli z uprawy roli, hodowali zwierzęta. Przędli wełnę i tkali. Dobrobyt pochodził bezpośrednio z wymiany towarowej. Kraj przecięty został siecią dróg w odcinkach brukowanych. Droga między Knossos a Fajstos wyposażona została w strażnice. Minojczycy budowali miasta z systemem kanalizacyjnym, porty i kaplice na turniach. Posługiwali się pismem – najpierw obrazkowym, z którego rozwinęło się hieroglificzne, a następnie pismem symbolicznym tzw. linearnym. Domy były skanalizowane za pomocą glinianych rur. Ścieki odprowadzano kamiennymi korytami.

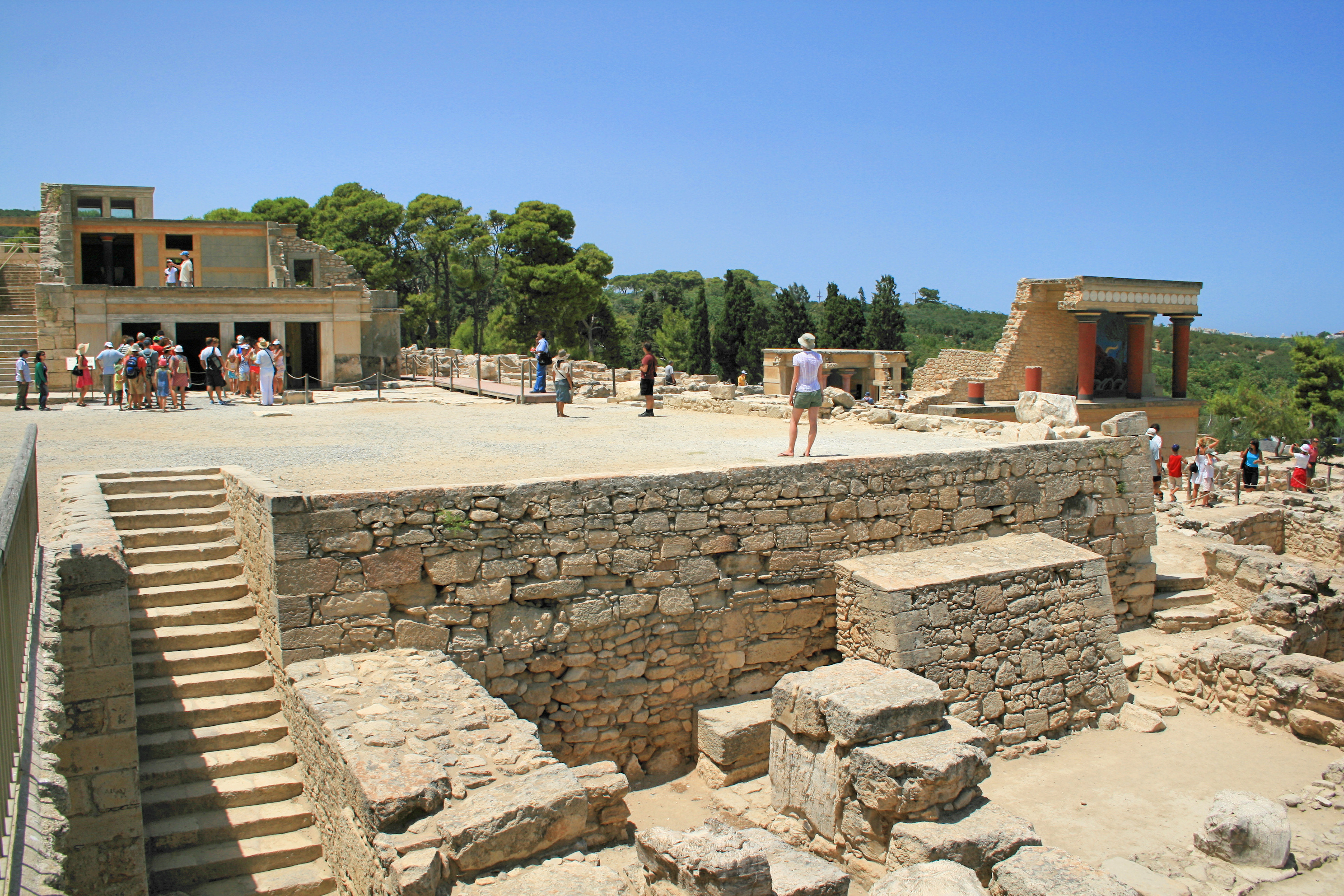
Ruiny pałacu w Knossos

Czcili, podobnie jak inne ówczesne ludy, boginię płodności i urodzaju, której wizerunek urabiali w glinie. Minojczycy byli ludem pobożnym, kult celebrowano w grotach, w kaplicach pałacowych i na górskich szczytach. Główną postacią kultu było bóstwo żeńskie przedstawiane w stroju minojskim. Jej towarzyszem jest młody bóg, nierzadko uzbrojony.
Zjawiska charakterystyczne dla kultury minojskiej to przede wszystkim budownictwo pałacowe. Sztuka świadczy o zainteresowaniu przyrodą, ubiory o wyrafinowaniu i smaku. W połowie XV w.p.n.e. pałac w Knossos został zniszczony. Podobny los spotkał wszystkie znane miasta i osady minojskie. Bezpośrednią przyczyną był ogień, który spowodowany został trzęsieniem ziemi i wcześniejszym wybuchem wulkanu na Santa Irini (Santoryn). Prawdopodobnie inwazja Greków z kontynentu ułatwiona została przez serię fal tsunami.
Jeżeli Minojczycy byli mocno spokrewnieni z Mykeńczykami z kontynentalnej Grecji, to nie mogli pochodzić ani z Afryki, ani z Azji.